# Aleksandr Yefimkin
Aleksandr Aleksándrovich Yefimkin (en ruso: Александр Александрович Ефимкин, transliterado al inglés como Alexander Efimkin; Kúibyshev, Unión Soviética, 2 de diciembre de 1981) es un ciclista ruso.
Su hermano gemelo Vladímir fue también ciclista profesional.
Debutó como profesional el año 2006 con el equipo Barloworld, siguiendo los pasos de su hermano. La temporada 2009 se encontraron en el equipo francés AG2R.

## Palmarés
2006
- 2.º en el Campeonato de Rusia en Ruta

2007
- Giro del Capo, más 1 etapa
- Semana Lombarda, más 1 etapa

2011
- Tour de Turquía[1]

## Resultados en Grandes Vueltas y Campeonatos del Mundo
| Carrera         | Carrera         | 2006 | 2007 | 2008 | 2009 | 2010 | 2011 | 2012 |
| --------------- | --------------- | ---- | ---- | ---- | ---- | ---- | ---- | ---- |
|                 | Giro de Italia  | —    | —    | 68.º | 37.º | 19.º | —    | —    |
|                 | Tour de Francia | —    | 99.º | —    | —    | —    | —    | —    |
|                 | Vuelta a España | —    | —    | —    | Ab.  | —    | —    | —    |
| Mundial en Ruta | Mundial en Ruta | 95.º | 32.º | 32.º | —    | —    | —    | —    |

—: no participa
Ab.: abandono

## Equipos
- Barloworld (2006-2007)
- Quick Step-Innergetic (2008)
- Ag2r La Mondiale (2009-2010)
- Team Type 1-Sanofi Aventis (2011-2012)